# Kovanluk (Bijeljina)
Pour les articles homonymes, voir Kovanluk.
Kovanluk (en serbe cyrillique : Кованлук) est un village de Bosnie-Herzégovine. Il est situé sur le territoire de la ville de Bijeljina et dans la république serbe de Bosnie. Selon les premiers résultats du recensement bosnien de 2013, il compte 547 habitants.

## Démographie

### Évolution historique de la population dans la localité
| 1948 | 1953 | 1961 | 1971 | 1981 | 1991 | 2013 |
| ---- | ---- | ---- | ---- | ---- | ---- | ---- |
| 139  | 130  | 149  | 138  | 151  | 158  | 547  |

|  |